# Ğädel Qutuy
Ğädel Qutuy (ɣæˈdel quˈtuɪ/Khê-đen Ku-tui, Janalif: Ƣədel Qutuj, tiếng Tatar: Гадел Кутуй, tiếng Nga: Адель Кутуй/Гадельша, Adel Kutuy/Gadelsha) là bút danh của Qutuyıv Ğädelşa Nurmöxämmät ulı (quˈtujəf ɣæˌdelˈʃa ˌnurmœxæˈmæt.uˈlɯ, tiếng Tatar: Кутуев Гаделша Нурмөхәммәт улы, tiếng Nga: Кутуй Адель Нурмухамметович, Kutuy Adel Nurmukhammetovich). Ông là một nhà thơ, nhà văn, nhà viết kịch Liên Xô nổi tiếng.

## Tác phẩm

### Thơ
- Chốn sinh thành của tài năng (1937)

### Văn xuôi
- Những bức thư không gửi (tiểu thuyết, 1938)
- Một ngày trong cuộc đời Soltan (tiểu thuyết, 1938)
- Khổ tâm (tiểu thuyết, 1938)
- Những cuộc phiêu lưu của Röstäm (tiểu thuyết, 1945)

### Kịch
- Bà chị dâu (1926)
- Lời biện bác (1929)